# 夢のサーフシティー
『夢のサーフシティー』（ゆめのサーフシティー）は、「村上朝日堂ホームページ」のCD-ROM版の1作目。

## 概要
1998年7月1日、朝日新聞社より刊行された。村上春樹が主に文を書き、安西水丸が絵を担当した。CD-ROMは正確には書籍の付録。
村上は、1996年6月4日、「村上朝日堂ホームページ」を開設した。同ホームページは1997年11月11日に更新休止するが、その間に掲載された読者とのメール交換をまとめたものが、本CD-ROMの「読者&村上春樹フォーラム」というページに収録されている。
また、『ぱそ』（1997年4月号～1998年3月号、ただし1997年6月号をのぞく）にホームページの一部が掲載された。
タイトルは、村上が元プロ野球選手の土橋勝征に「夢のサーフシティー」というコードネームをつけたことに由来する。米国の2人組音楽グループ、ジャン&ディーンに「サーフ・シティ」という楽曲があり、1978年に製作された彼らの伝記TV映画『Deadman's Curve』の邦題が「夢のサーフシティー」だった。

## 主な内容
- 読者&村上春樹フォーラム1～106 （1996年6月27日～1997年11月12日）
- 村上の近況1～6 （1996年6月～1997年正月）
- 村上ラヂオ1～22 （1997年1月24日～1998年3月23日）[4]
- 『アンダーグラウンド』フォーラム1～4 （1997年3月14日～同年6月23日）
- 村上朝日堂・番外編 「歌詞の誤訳について」
- 「丁稚イガラシ物語」
- 安西水丸コーナー
  - 安西水丸美術館
  - 読者と安西水丸フォーラム
  - 今週&今月の水丸
  - 「安西水丸の宝箱」ホームページ展
  - 安西水丸出版作品一覧
- ホームページ案内 （『ぱそ』編集長の五十嵐文生によるもの）
- 特別付録・南青山「愛人カレー」対談 （村上と安西の会話を録音したもの。1998年1月27日収録。10分54秒）